# Fabricio Coloccini
Fabricio Coloccini (Córdoba, 1982. január 22. –) argentin válogatott labdarúgó, jelenleg a San Lorenzo játékosa. Posztját tekintve belső védő.

## Sikerei, díjai
Boca Juniors
- Argentin bajnok (2): Apertura 1998, Clausura 1999

San Lorenzo
- Argentin bajnok (1): Clausura 2001

Newcastle United
- Angol másodosztály bajnoka (1): 2009–10

Argentína
- Ifjúsági világbajnok (1): 2001
- Olimpiai bajnok (1): 2004